# Lista de prefeitos de Reykjavík

Bandeira de Reykjavík

A lista a seguir mostra todos os prefeitos da capital islandesa, Reykjavík.
O cargo começou a ser exercido em 1908. A atual prefeita é Hanna Birna Kristjánsdóttir.
| Prefeito(a)                  | De   | Até  | Partido               |
| Páll Einarsson               | 1908 | 1914 |                       |
| Knud Zimsen                  | 1914 | 1932 |                       |
| Jón Þorláksson               | 1932 | 1935 | Íhaldsflokkurinn      |
| Pétur Halldórsson            | 1935 | 1940 | Sjálfstæðisflokkurinn |
| Bjarni Benediktsson          | 1940 | 1947 | Sjálfstæðisflokkurinn |
| Gunnar Thoroddsen            | 1947 | 1960 | Sjálfstæðisflokkurinn |
| Auður Auðuns                 | 1959 | 1960 | Sjálfstæðisflokkurinn |
| Geir Hallgrímsson            | 1959 | 1972 | Sjálfstæðisflokkurinn |
| Birgir Ísleifur Gunnarsson   | 1972 | 1978 | Sjálfstæðisflokkurinn |
| Egill Skúli Ingibergsson     | 1978 | 1982 |                       |
| Davíð Oddsson                | 1982 | 1991 | Sjálfstæðisflokkurinn |
| Markús Örn Antonsson         | 1991 | 1994 | Sjálfstæðisflokkurinn |
| Árni Sigfússon               | 1994 | 1994 | Sjálfstæðisflokkurinn |
| Ingibjörg Sólrún Gísladóttir | 1994 | 2003 | Reykjavíkurlistinn    |
| Þórólfur Árnason             | 2003 | 2004 | Reykjavíkurlistinn    |
| Steinunn Valdís Óskarsdóttir | 2004 | 2006 | Reykjavíkurlistinn    |
| Vilhjálmur Þ. Vilhjálmsson   | 2006 | 2007 | Sjálfstæðisflokkurinn |
| Dagur B. Eggertsson          | 2007 | 2008 | Samfylkingin          |
| Ólafur F. Magnússon          | 2008 | 2008 | F-listinn             |
| Hanna Birna Kristjánsdóttir  | 2008 |      | Sjálfstæðisflokkurinn |